# Famille Távora
 (octobre 2024).
Pour l’article homonyme, voir Távora.

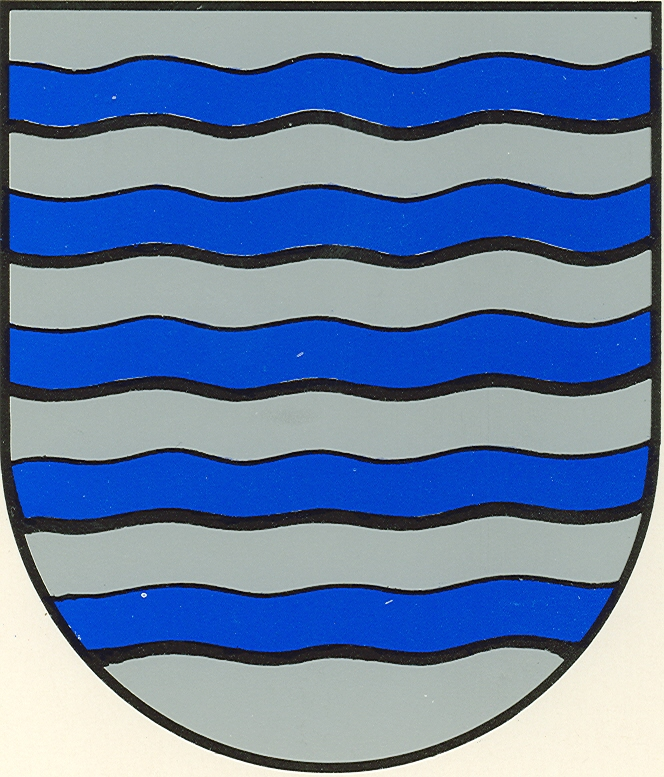
Armoiries de Távoras

La Maison de Távora est l'une des familles nobles les plus anciennes et influentes du Portugal. Leur histoire remonte au Moyen Âge et se distingue par une grande influence politique et sociale au sein du royaume portugais. Au fil des siècles, cette famille a joué un rôle crucial dans les affaires de la cour royale, l'administration du royaume, ainsi que dans les explorations maritimes et la conquête du Nouveau Monde.
Le nom Távora est associé à des terres situées dans le nord du Portugal, dans la région du Minho et du Douro. Au XIIIe siècle, les Távora commencent à être mentionnés dans les chroniques royales, leur noblesse étant attestée par les services rendus à la couronne portugaise.
Une version étudiée et largement défendue par les chercheurs concerne l'expansion de la famille Távora, depuis Trancoso, dans la Beira Alta, et la fondation ultérieure du village de Souro Pires, à Pinhel.

## Les origines
La famille Távora a des origines très anciennes, que certaines études généalogiques font remonter à un des fils de Ramiro II, roi de Leão. Le premier seigneur de Távora est Rozendo Hermingues, , un noble hispanique qui vécut à la fin du XIe siècle et au début du XIIe siècle. La seigneurie de Távora reste dans la lignée masculine de la famille. L'un des descendants de Rozendo Hermingues est Lourenço Pires de Távora (vers 1350 - vers 1381), seigneur de Távora et chevalier du royaume de Portugal. Il devient seigneur de Minhocal par une lettre royale datée du 26 décembre 1359, et reçoit les terres de Paredes et de Penela, dans la région de Lamego le 10 juillet 1377. Il bénéficie également du couto de São Pedro das Águias par la grâce du roi Pierre Ier. Bien qu'il n'existe pas de preuves documentaires, on dit que cette famille noble de Trás-os-Montes a fondé le monastère de São Pedro das Águias. Le fils aîné de Lourenço Pires de Távora, Álvaro Pires de Távora (vers 1370 - ?), devient le premier seigneur de Mogadouro par la faveur du Ferdinand Ier.

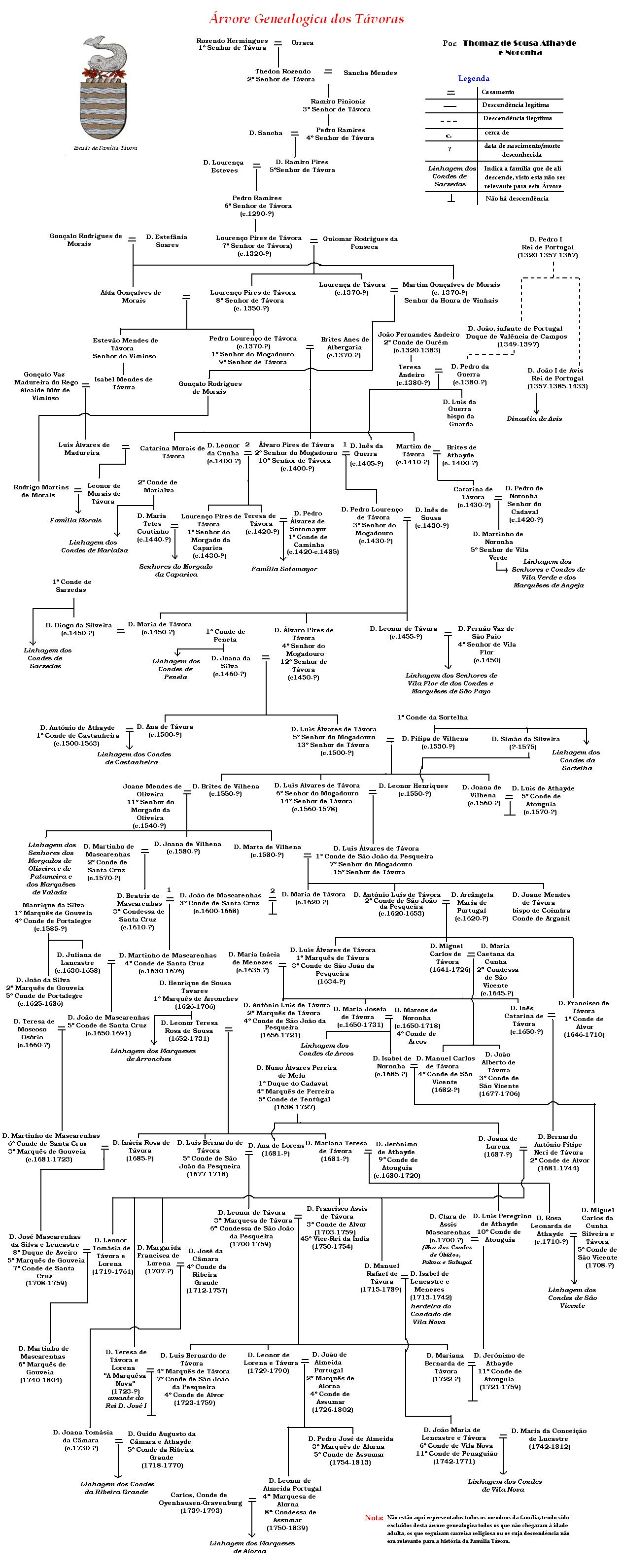

## Ascension
a famille Távora est l'un des rares exemples de maintien constant de son statut social au Portugal, principalement grâce à l'occupation de fonctions militaires et administratives au sein du royaume. Cette ascension sociale est particulièrement illustrée le 21 février 1611, lorsque le roi D. Philippe II du Portugal, III d'Espagne accorde à D. Luís Álvares de Távora (vers 1590 - ?), 15ᵉ Seigneur de Távora et 7ᵉ Seigneur de Mogadouro, le titre de 1ᵉʳ comte de São João da Pesqueira.
D. Luís Álvares de Távora (1634-1672), 3ᵉ comte de São João da Pesqueira, est ensuite élevé au rang de 1ᵉʳ marquis de Távora le 8 août 1669 par le prince héritier et régent D. Pedro, futur D. Pierre II, au nom du roi D. Alphonse VI.
Le plus jeune frère de ce 1ᵉʳ marquis de Távora, D. Francisco de Távora (1646-1710), reçoit quant à lui le titre de 1ᵉʳ comte d'Alvor par une lettre royale du 4 février 1683 Cette distinction récompense les services rendus par D. Francisco en Inde, où il exerce les fonctions de 33º Vice-roi des Indes entre 1681 et 1686 Les deux branches familiales se réunissent par le mariage de D. Leonor de Távora( 1700 – 1759 ), 3ᵉ marquise de Távora, avec D. Francisco de Assis de Távora (1703-1759), 3ᵉ comte d'Alvor. Cette union renforce encore le poids politique de la famille.
Les marquis de Távora deviennent ainsi l'une des familles les plus influentes du royaume, grâce à des alliances matrimoniales avec les comtes d'Atouguia, les marquis d'Alorna, les comtes de Ribeira Grande, les comtes de Vila Nova, ainsi que les ducs d'Aveiro et aux ducs. de Cadaval.
D. Francisco de Assis de Távora, 3ᵉ comte d'Alvor et 3ᵉ marquis de Távora, est nommé en 1750 par le roi D. Jean V comme 45ᵉ Vice-roi des Indes, succédant à son compère D. Pedro de Almeida Portugal, comte d'Assumar et 1ᵉʳ marquis d'Alorna.

## Polémique
Sous le règne de José Ier, les relations entre la noble Maison des Távora et la Couronne se détériorent, pour trois raisons principales. Tout d’abord, le roi ne reconnaît pas les services rendus par le 3ᵉ marquis de Távora lors de sa mission en Inde, où la famille a dû engager de nombreux moyens, même au-delà de ses capacités, pour soutenir le gouvernement de l'Empire d'Orient. Ensuite, la montée en puissance de Sebastião José de Carvalho e Melo,membre de la petite noblesse, comme ministre favori du roi (d’abord comte d’Oeiras puis futur marquis de Pombal) crée des tensions avec les anciennes grandes familles aristocratiques, dont les Távora. Enfin, la relation illicite entre D. José Ier et D. Teresa de Távora e Lorena, sœur du comte d’Alvor et épouse de D. Luís Bernardo de Távora, nouveau marquis de Távora, exacerbe les conflits.
En septembre 1758, après l’attentat contre le roi D. José Ier, Sebastião de Carvalho e Melo exploite cet événement pour accuser la haute noblesse et réduire son pouvoir, dans le cadre de sa stratégie de centralisation du pouvoir royal. Ce procès, connu sous le nom de Processo dos Távoras, demeure aujourd’hui un sujet de controverse. Il est difficile de déterminer avec certitude si la haute noblesse était véritablement coupable de l'attentat, mais il est clair que Sebastião José de Carvalho e Melo, le futur marquis de Pombal, en a tiré un avantage politique significatif.
En 1759, les membres de la famille Távora, accusés de conspiration contre le roi, furent condamnés pour crime de lèse-majesté. Plusieurs d'entre eux, dont le comte d'Atouguia et le duc d'Aveiro, furent exécutés, tandis que les femmes et enfants furent emprisonnés dans des couvents, forcés de prononcer des vœux religieux. Leurs biens furent confisqués au profit de la Couronne, leurs armoiries détruites, et le nom Távora interdit pendent une courte période.
Lorsque D. Maria I monta sur le trône, elle réhabilita les membres de la famille Távora emprisonnés, rétablissant leurs titres, propriétés, possessions mais surtout leur statut social antérieur. Cependant, elle ne se résigna jamais à déclarer invalide la décision de son père, D. José Ier, concernant la condamnation de la famille, ce qui laissa planer une ombre sur l'héritage de ce procès.

## Patrimoine
Aujourd'hui, le patrimoine de la famille Távora est représenté par plusieurs sites historiques au Portugal. Le Paço dos Távora à Mirandela, qui abrite actuellement la mairie, le Solar dos Távora à Souro Pires, le Palais Galveias à Lisbonne (sert aujourd'hui de bibliothèque publique), le palais das Janelas Verdes (Musée National de Art Ancienne) entre des centaines d'autres.